# Николаевка (Данковский район)
Николаевка — деревня Воскресенского сельсовета Данковского района Липецкой области России.

## География
Деревня расположена на левом берегу реки Птань. Через неё проходит просёлочная дорога.
На юго-востоке граничит с деревней Слободка.

## Население
| 2010 |
| ---- |
| 0    |